# Bagani járás

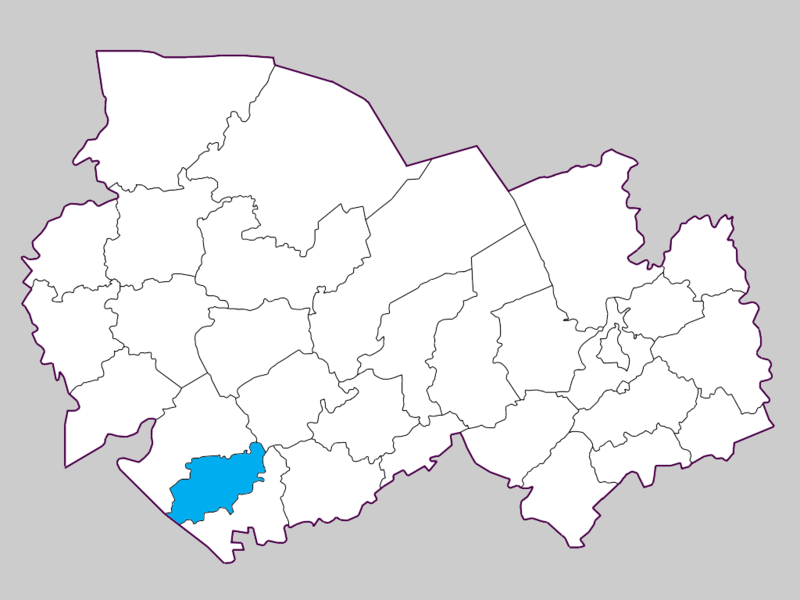
A Bagani járás a Novoszibirszki területen

A Bagani járás (oroszul Баганский район) Oroszország egyik járása a Novoszibirszki területen. Székhelye Bagan.

## Népesség
- 1989-ben 18 922 lakosa volt.
- 2002-ben 18 457 lakosa volt, akik közül 15 235 orosz (82,5%), 1 928 német (10,4%), 501 kazah (2,7%), 438 ukrán (2,4%), 56 fehérorosz (0,3%) és 299 más nemzetiségű.
- 2010-ben 16 627 lakosa volt, akik közül 14 426 orosz (87,1%), 1 245 német (7,5%), 413 kazah (2,5%), 243 ukrán (1,5%), 61 tatár, 30 fehérorosz, 25 örmény, 14 csuvas, 12 grúz, 11 mari stb.